# Cintray (Eure)
Cintray era una comuna francesa situada en el departamento de Eure, de la región de Normandía, que el uno de enero de 2016 pasó a ser una comuna delegada de la comuna nueva de Breteuil al fusionarse con las comunas de Breteuil y La Guéroulde.

## Demografía
| Gráfica de evolución demográfica de Cintray (Eure) entre 1800 y 2013 |
|                                                                      |

Los datos demográficos contemplados en este gráfico de la comuna de Cintray se han cogido de 1800 a 1999 de la página francesa EHESS/Cassini, y los demás datos de la página del INSEE.